# Косшыгыр
Косшыгыр (каз. Қосшығыр, до 1993 г. — Локтево) — упразднённое село в Акжаикском районе Западно-Казахстанской области Казахстана. Исключено из учётных данных в 2021 г. Входило в состав Жанабулакского сельского округа. Код КАТО — 273257200.

## Население
В 1999 году население села составляло 194 человека (89 мужчин и 105 женщин). По данным переписи 2009 года, в селе проживало 65 человек (33 мужчины и 32 женщины).